# Estación Unomachi

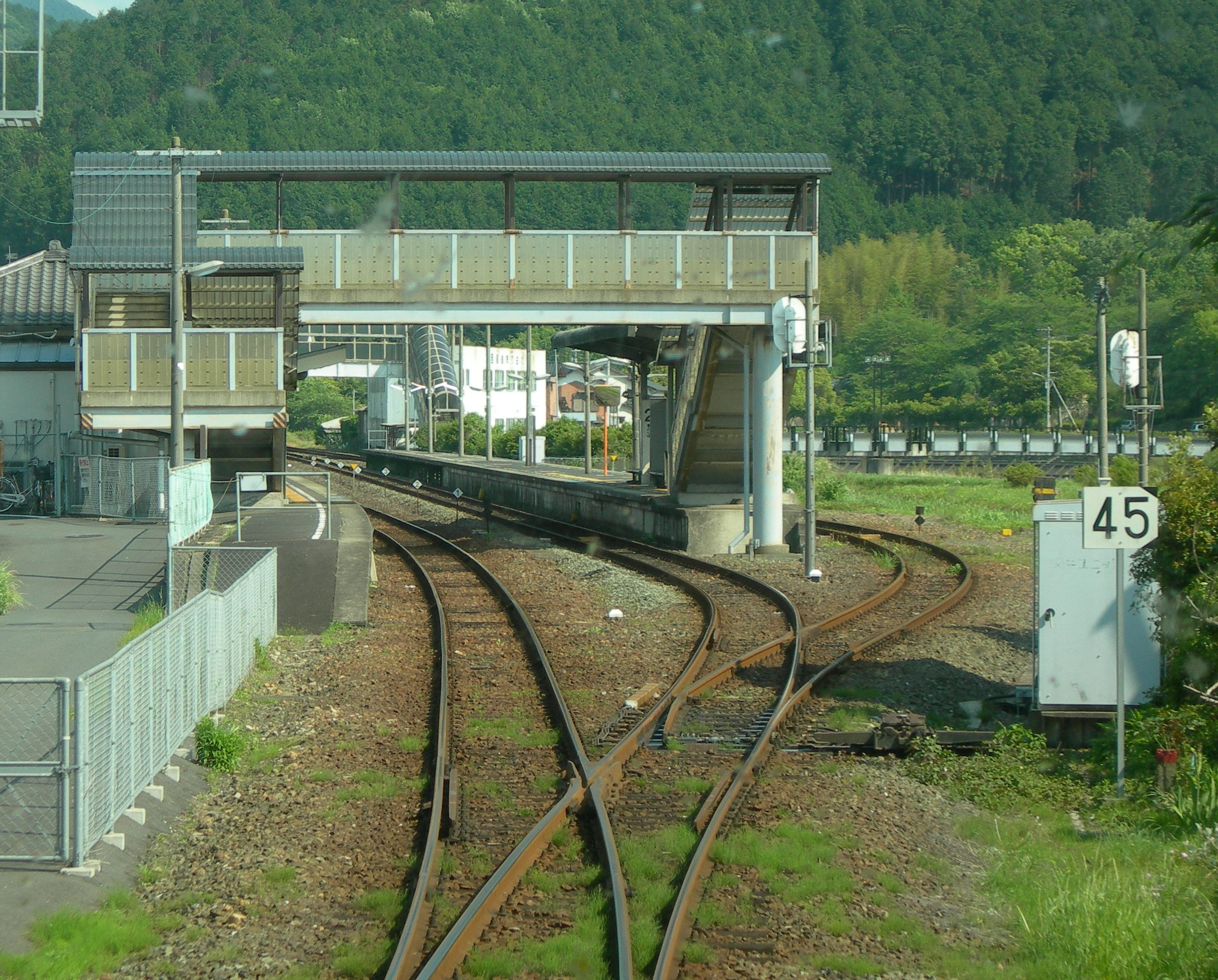
Andenes de la estación Unomachi vistos desde las vías del tren

La estación Unomachi (卯之町駅 Unomachi-eki?) es una estación de la línea Yosan de la Japan Railways que se encuentra en la ciudad de Seiyo de la prefectura de Ehime. El código de estación es el "U22".

## Características
Se accede por una pendiente de 33‰, por lo que en dirección hacia la Tachima se puede apreciar la bahía de Hoketsu (法華津湾 Hoketsu-wan?), entre los cultivos de mikan.
Por ser una de las pocas estaciones de la región de Shikoku que está por encima de los 200 m s. n. m., se trata de una zona en la que es marcado el descenso de temperatura durante las épocas invernales, por ello cuenta con una estufa a leña.
En cercanías de la estación se encuentra la escuela Kaimei (開明学校 Kaimei-gakkō?), la primera escuela primaria de Japón Occidental (西日本 Nishi-Nihon?).

## Estación de pasajeros
La estación posee un local de ventas de pasajes de la Japan Railways hacia cualquier estación de Japón. Cuenta con expendedoras automáticas de boletos. Además contaba con un local de Willie Winkie, en la actualidad ocupado por un kiosco.

### Andenes
Cuenta con dos plataformas, una plataforma con vías de un solo lado (andén 1) y otra plataforma con vías a ambos lados (andenes 2 y 3). 
Los servicios rápidos que se dirigen hacia la ciudad de Uwajima parten todos del Andén 1, asimismo, los que se dirigen hacia la ciudad de Matsuyama parten todos del andén 2.
El andén 3 es utilizada para permitir el sobrepaso a los servicios rápidos.
| 1 | ● Línea Yosan | Hacia Uwajima. (incluye todos los servicios rápidos)                                              |
| 2 | ● Línea Yosan | Hacia Yawatahama, Ōzu, Iyo, Matsuyama, Takamatsu y Okayama. (incluye todos los servicios rápidos) |
| 3 | ● Línea Yosan | Hacia Yawatahama, Ōzu, Iyo y Matsuyama (sólo algunos servicios comunes)                           |
| 3 | ● Línea Yosan | Hacia Uwajima (sólo algunos servicios comunes)                                                    |

## Alrededores de la estación
La estación se encuentra en el centro de la ciudad de Seiyo, por lo que en cercanías se pueden encontrar varias dependencias del gobierno de la ciudad.
- Ruta nacional 56
- Ayuntamiento de la ciudad de Seiyo
- Palty Fuji sucursal Seiyo
- Escuela Kaimei

## Historia
- 1941: el 2 de julio es inaugurada por la Japan Railways.
- 1987: el 1° de abril pasa a ser una estación de la división Ferrocarriles de Pasajeros de Shikoku de la Japan Railways.
- 1988: en junio la línea principal Yosan vuelve a ser simplemente línea Yosan.

## Estación anterior y posterior
- Línea Yosan
  - Estación Kamiuwa (U21)  <<  Estación Unomachi (U22)  >>  Estación Shimouwa (U23)